# سانتو ستيفانو كيسكينا
سانتو ستيفانو كيسكينا (بالإيطالية: Santo Stefano Quisquina)‏ هي بلدية في مقاطعة أغريجنتو في صقلية الإيطالية.

## السكان
في سنة 1861 بلغ عدد السكان 5٬464 نسمة، وتطور العدد ليصل في سنة 2011 لـ 4٬897 نسمة.
يظهر هذا المخطط البياني تطور النمو السكاني لـ سانتو ستيفانو كيسكينا